# Commiphora wildii
Commiphora wildii là một loài thực vật có hoa trong họ Burseraceae. Loài này được Merxm. mô tả khoa học đầu tiên năm 1960.